# Turčević Polje
Turčević Polje falu Horvátországban Belovár-Bilogora megyében. Közigazgatásilag Grobosinchoz tartozik.

## Fekvése
Belovártól légvonalban 44, közúton 55 km-re délkeletre, Daruvártól légvonalban 15, közúton 20 km-re északkeletre, községközpontjától légvonalban 12, közúton 17 km-re keletre Nyugat-Szlavóniában, Munije és Dijakovac között, az Ilova jobb oldali mellékvize Rastovac-patak bal partján fekszik.

## Története
A török kiűzése után a község területe majdnem teljesen lakatlan volt és rengeteg szántóföld maradt műveletlenül. Ezért a bécsi udvar elhatározta, hogy a földeket a betelepítendő határőrcsaládok között osztja fel. Az első betelepülő családok 1698-ban érkeztek Lika, Bosznia, a horvát Tengermellék, Imotski és kisebb számban az Isztria területéről. Újjászervezték a közigazgatást is. Létrehozták a katonai határőrvidéket, mely nem tartozott a horvát bánok fennhatósága alá, hanem osztrák és magyar generálisok irányításával közvetlenül a bécsi udvar alá tartozott.
A települést 1774-ben az első katonai felmérés térképén „Dorf Turchevich Polie” néven találjuk. A katonai közigazgatás idején a szentgyörgyvári ezredhez tartozott. Lipszky János 1808-ban Budán kiadott repertóriumában „Turchevichpolye” néven szerepel. Nagy Lajos 1829-ben kiadott művében „Jurchevichpolye” néven 100 házzal, 19 katolikus és 525 ortodox vallású lakossal találjuk.
A katonai közigazgatás megszüntetése (1871) után Magyar Királyságon belül Horvát–Szlavónország részeként, Belovár-Kőrös vármegye Grubisno Poljei járásának része volt. 
1857-ben 521, 1910-ben 526 lakosa volt. A 19. század végén és a 20. század elején az olcsó földterületek miatt és a jobb megélhetés reményében cseh lakosság telepedett le itt. 1910-ben a népszámlálás adatai szerint lakosságának 86%-a szerb, 7%-a horvát, 7%-a cseh anyanyelvű volt. Az első világháború után 1918-ban az új szerb-horvát-szlovén állam, majd később (1929-ben) Jugoszlávia része lett. 1941 és 1945 között a németbarát Független Horvát Államhoz, háború után a település a szocialista Jugoszláviához tartozott. 1991-től a független Horvátország része. 1991-ben lakosságának 57%-a szerb, 33%-a horvát, 6%-a cseh nemzetiségű volt. 2011-ben 44 lakosa volt.

## Lakossága
| Lakosság változása | Lakosság változása | Lakosság változása | Lakosság változása | Lakosság változása | Lakosság változása | Lakosság változása | Lakosság változása | Lakosság változása | Lakosság változása | Lakosság változása | Lakosság változása | Lakosság változása | Lakosság változása | Lakosság változása | Lakosság változása |
| ------------------ | ------------------ | ------------------ | ------------------ | ------------------ | ------------------ | ------------------ | ------------------ | ------------------ | ------------------ | ------------------ | ------------------ | ------------------ | ------------------ | ------------------ | ------------------ |
| 1857               | 1869               | 1880               | 1890               | 1900               | 1910               | 1921               | 1931               | 1948               | 1953               | 1961               | 1971               | 1981               | 1991               | 2001               | 2011               |
| 521                | 589                | 598                | 433                | 443                | 526                | 483                | 675                | 583                | 577                | 516                | 386                | 243                | 158                | 71                 | 44                 |

(1857 és 1880 között Dijakovac és Munije lakosságát is ide számították.)

## Nevezetességei
Szent István vértanú tiszteletére szentelt pravoszláv parochiális temploma 1931-ben épült a régi fatemplom helyén. Turčević Polje és Dijakovac pravoszláv hívei közösen építették ott, ahol a két falu határa húzódik. Ma a templom elhagyatva, rossz állapotban, romosan áll bozóttal és tüskés növényzettel benőve.